# Оргкомитет «Сочи 2014»
Организационный комитет XXII Олимпийских зимних игр и XI Паралимпийских зимних игр 2014 года в г. Сочи (ОКОИ) — организация, ответственная за подготовку и проведение зимних Олимпийских и Паралимпийских игр 2014 года в Сочи. Персональный состав Наблюдательного совета и Руководства утверждены 2 октября 2007 года на заседании Совета при Президенте Российской Федерации по развитию физической культуры и спорта, спорта высших достижений, подготовке и проведению XXII зимних Олимпийских игр и XI зимних Паралимпийских игр 2014 года в городе Сочи.

## Структура
Оргкомитет «Сочи 2014» (ОКОИ) включает в себя:
1. Руководство (обеспечивает выполнение принимаемых на высшем уровне решений);
2. Наблюдательный совет (принимает стратегические решения по вопросам подготовки к Играм);
3. Общественный совет (анализирует социальные проблемы и минимизирует дискомфорт);
4. Ревизионная комиссия (осуществляет постоянный контроль над расходованием бюджетных средств);
5. 9 блоков, специализирующихся в различных областях деятельности.

### Руководство

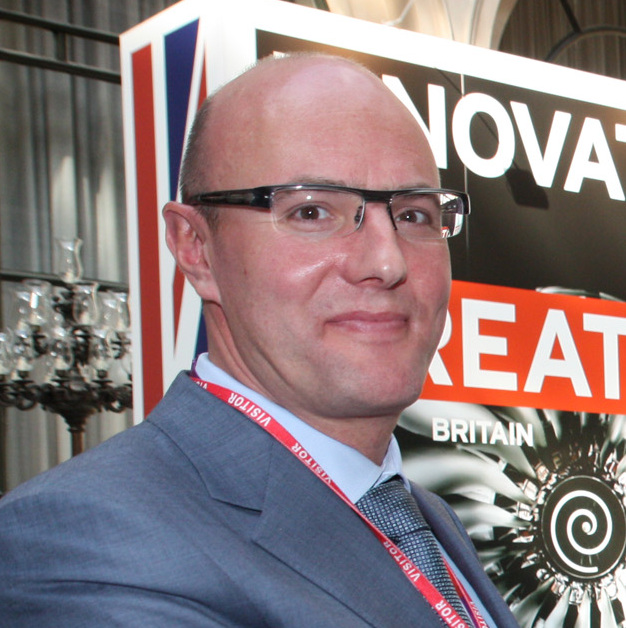
Дмитрий Чернышенко

Президент
- Дмитрий Чернышенко[1]

### Наблюдательный совет

#### Наблюдательный совет
По состоянию на 2 апреля 2013 года:
1. Александр Жуков — первый заместитель Председателя Государственной Думы РФ, президент ОКР (Председатель Наблюдательного совета)
2. Дмитрий Чернышенко — президент оргкомитета «Сочи-2014»
3. Алексей Громов — заместитель руководителя Администрации Президента РФ
4. Виталий Мутко — министр спорта РФ
5. Сергей Гапликов — президент ГК «Олимпстрой»
6. Татьяна Доброхвалова — первый вице-президент Оргкомитета «Сочи-2014», секретарь Наблюдательного совета
7. Александр Ткачёв — глава администрации Краснодарского края
8. Владимир Лукин — уполномоченный по правам человека в Российской Федерации, президент Паралимпийского комитета России
9. Вячеслав Фетисов — председатель Комиссии Совета Федерации по физической культуре, спорту и развитию олимпийского движения
10. Леонид Тягачёв
11. Владимир Кожин — управляющий делами Президента Российской Федерации
12. Дмитрий Песков — пресс-секретарь Президента РФ
13. Виталий Смирнов — почётный президент Олимпийского комитета России, член Международного олимпийского комитета
14. Шамиль Тарпищев — президент Федерации тенниса России, член Международного олимпийского комитета
15. Александр Попов — член Международного олимпийского комитета
16. Михаил Терентьев — генеральный секретарь Паралимпийского комитета России
17. Анатолий Пахомов — глава города Сочи
18. Владимир Потанин — генеральный директор, председатель правления компании «Интеррос»
19. Ахмед Билалов
20. Марат Бариев — Генеральный секретарь Олимпийского комитета России
21. Михаил Котюков — заместитель министра финансов Российской Федерации
22. Юрий Рейльян — заместитель министра регионального развития Российской Федерации

##### Бывшие члены наблюдательного совета
- Таймураз Боллоев
- Дмитрий Козак
- Алексей Кудрин
- Михаил Лесин
- Виктор Хоточкин — вице-президент Олимпийского комитета России